# Rothia hirsuta
Rothia hirsuta är en ärtväxtart som först beskrevs av Jean Baptiste Antoine Guillemin och Perr., och fick sitt nu gällande namn av John Gilbert Baker. Rothia hirsuta ingår i släktet Rothia och familjen ärtväxter. Inga underarter finns listade i Catalogue of Life.